# マルコ・バロッタ
マルコ・バッロッタ（Marco Ballotta, 1964年4月3日 - ）は、イタリア・カザレッキオ・ディ・レーノ出身の元サッカー選手、現サッカー指導者。現役時代のポジションはGK。
セリエA及びUEFAチャンピオンズリーグにおける最年長出場記録を保持している。愛称は「Nonno（ノンノ、おじいちゃんの意）」。

## 経歴
地元のクラブであるFCサン・ラッツァーロのユースで技を磨く。1981年にボローニャFCへ移籍し、17歳の時にアマチュア登録ながら初めてベンチに入る。翌年に期限付き移籍したSSカザレッキオ1921でプロデビューし、22試合に出場した。1984年にモデナFCへ移籍。6年の在籍でリーグ戦188試合のゴールマウスを守った。
1991年冬に加入したACチェゼーナでは出場機会に恵まれなかったが、同年12月16日の対ジェノアCFC戦でセリエA初出場を記録している（試合は4対1でジェノアの勝利）。翌シーズンにパルマFCへ移籍。バックアッパーとして33試合で出場した。1992-93シーズンにはリーグ3位とUEFAカップウィナーズカップ優勝（ロイヤル・アントワープFCに3-1で勝利）を経験した。しかし翌シーズンは3試合の出場に留まる。同年に行われたUEFAスーパーカップでの勝利（ACミランに2-0で勝利）でもルカ・ブッチの控えであった。
翌年にブレシア・カルチョへ移籍し32試合に出場するも、クラブはセリエBに降格した。1995年から2年間ACレッジャーナに在籍し、1997年からSSラツィオへ加入。主にバックアッパーだったが優勝した1999-00シーズン後半の猛烈な追い上げに貢献した。2000年にインテルナツィオナーレ・ミラノへ加入するも静かな日々を過ごす。そして翌年から若き日を過ごしたモデナに移籍。初めてシーズンを通してスタメンで全試合に出場し、経験も資金も乏しいクラブを残留に導く。しかし2003-04シーズンの結果クラブは降格となり、自身はスタディオ・アルベルト・ブラーリアを去った。
セリエBのトレヴィーゾFCでは、リーグ5位（八百長問題でジェノアCFCがセリエC1へ降格）での昇格に貢献。シーズンオフに親しいスタッフがラツィオに移籍し、プレーヤー兼コーチとして招いたため同クラブへ復帰する。アンジェロ・ペルッツィやマッテオ・セレーニのケガで出場機会を得て8試合に出場。翌シーズンは11試合に出場し、クラブはインテルとASローマに次ぐ3位でシーズンを終えUEFAチャンピオンズリーグ出場権を獲得した。
2007-08シーズンを最後にスタディオ・オリンピコを去り、古巣モデナのゼネラル・ディレクターに就任。しかし翌シーズンの開幕からクラブは下位に低迷し、2008年9月に辞任した。
2008年より地元のアマチュアクラブに所属し、フォワードとしてもプレーした。
2014-15シーズンからエッチェッレンツァ（イタリア5部）のASDカステルヴェトロ・ディ・モーデナで選手兼任GKコーチを務める。同シーズン限りで現役を引退した。
2018年7月、ヴァレーゼ・カルチョSSDのディレクターに就任した。

## 記録
2005年10月23日のローマ・ダービーに先発出場。ディノ・ゾフの持つセリエA最年長記録（41歳77日）を41歳203日に更新。最終的に44歳38日まで記録を伸ばした。
2007年9月18日、UEFAチャンピオンズリーグのオリンピアコスFC戦で同大会における最年長出場記録（以前はACミランのアレッサンドロ・コスタクルタが2006年11月21日に記録した40歳221日）を上回る。2007年12月11日、UEFAチャンピオンズリーグのレアル・マドリード戦でゴールマウスを守り、同記録を43歳253日とした。

## エピソード
- 一番苦手だった選手はディエゴ・マラドーナ。ゴールを決められた時『自分の無力さを感じた』と語っている。また、ポジション争いを好み、『闘争心が無くなるまで現役を続ける』と語っている。(CALCiO2002、1月号のインタビューより)。また日々の入念な体調管理を心がけており、それがここまで現役を続けられてきた秘訣だ、とも語っている。

- 『プレーをすることをやめる時がきたら、それからのことを考えるつもりだ。ゴールキーパーのスクールを開き、そこで先生として生きるのも悪くない。今は自宅のカザレッキオ・ディ・レーノの近くでそういうことができないか考えているところだよ』と語っている。またフアン・パブロ・カリーソ加入の際は『来年のことはもうすぐ会長と話をする予定だ』とし、『僕のラツィオでの未来についてどんな決定が下されることになるとしても、話し合いに応じる意思はある』と44歳になった当時も現役続行の意思を表明。さらにカリーソに対し『彼は強い個性と決断力があり、チームにとって理想的な選手だ。もちろんイタリアのリーグは他国とは違うし、まだまだ成長しなければならない。でも、十分に成長の余地があることは間違いない』と彼の能力を称えた。(『ラディオインコントロ』局のインタビューより)

## タイトル
モデナ
- セリエC1 : 1989-90

パルマ
- コッパ・イタリア : 1991-92
- UEFAカップウィナーズカップ : 1992-93
- UEFAスーパーカップ : 1993

ラツィオ
- コッパ・イタリア : 1997-98, 1999-00
- スーペルコッパ・イタリアーナ : 1998
- UEFAカップウィナーズカップ : 1998-99
- UEFAスーパーカップ : 1999
- セリエA : 1999-00